# شركة المعمر لأنظمة المعلومات
شركة المعمر لأنظمة المعلومات (إم آي إس). هي شركة مساهمة سعودية عامة، أسست عام 1979م سعودية بمدينة الرياض بتاريخ 24-12-1399هـ (الموافق 15-11-1979م) تحت اسم شركة محمد المعمر وشركاه والتي كانت تعمل بالاسم التجاري (شركة مركز خدمات الكمبيوتر المحدودة)، وقامت الشركة بموجب قرار المساهمين بتغيير اسمها من شركة محمد المعمر وشركاه التي تزاول أنشطتها تحت الاسم التجاري (شركة مركز خدمات الكمبيوتر المحدودة)، إلى اسمها التجاري الحالي المُسجل، وهو (شركة المعمر لأنظمة المعلومات). بتاريخ 12-02-1429هـ (الموافق 20-02-2008م) تم تحويل الشركة من شركة ذات مسؤولية محدودة إلى شركة مساهمة مغلقة.

## التاريخ
تأسست الشركة بدايةً كشركة سعودية ذات مسؤولية محدودة بمدينة الرياض بموجب السجل التجاري رقم 1010063470 بتاريخ 24-12-1399هـ (الموافق 15-11-1979م) تحت اسم شركة محمد المعمر وشركاه والتي كانت تعمل بالاسم التجاري «شركة مركز خدمات الكمبيوتر المحدودة». وبلغ رأس مال الشركة عند تأسيسها مليون (1,000,000) ريال سعودي مقسم إلى ألف (1,000) سهم عادي بقيمة ألف (1,000) ريال سعودي لكل سهم. وبتاريخ 07-02-1408هـ (الموافق 20-02-1998م) قامت الشركة بزيادة رأس مالها بموجب قرار المساهمين من مليون (1,000,000) ريال سعودي إلى مليونين (2,000,000) ريال سعودي مقسم إلى ألفين (2,000) سهم عادي بقيمة ألف (1,000) ريال سعودي لكل سهم، وذلك من خلال رسملة مليون (1,000,000) ريال سعودي من حساب الأرباح المبقاة. وبتاريخ 12-01-1413هـ (الموافق 12-07-1992م) قامت الشركة بموجب قرار المساهمين بتغيير اسمها من «شركة محمد المعمر وشركاه» التي تزاول أنشطتها تحت الاسم التجاري (شركة مركز خدمات الكمبيوتر المحدودة)، إلى اسمها التجاري الحالي المُسجل، وهو «شركة المعمر لأنظمة المعلومات». بتاريخ 12-02-1429هـ (الموافق20-02-2008م) تم تحويل الشركة من شركة ذات مسؤولية محدودة إلى شركة مساهمة مغلقة وفقاً لقرار وزير التجارة والاستثمار رقم (52 / ق). وكما تم زيادة رأس مال الشركة من مليونين (2,000,000) ريال سعودي إلى خمسين مليون (50,000,000) ريال سعودي مقسمة إلى خمسة ملايين (5,000,000) سهم عادي بقيمة اسمية قدرها عشرة (10) ريالات سعودية لكل سهم، وذلك من خلال رسملة ثمانية وأربعين مليون (48,000,000) ريال سعودي من حساب أرباح الشركة المبقاة. وبتاريخ 15-02-1440هـ (الموافق 24-10-2018م)، قامت الشركة بزيادة رأس مالها من خمسين مليون (50,000,000) ريال سعودي إلى مائة وستون مليون (160,000,000) ريال سعودي مقسمة إلى ستة عشر مليون (16,000,000) سهم عادي بقيمة اسمية قدرها عشرة (10) ريالات سعودية للسهم الواحد، وذلك من خلال رسملة مائة وعشرة مليون ريال سعودي (110,000,000) ريال سعودي من حساب الأرباح المبقاة للشركة.

## النشاط
تتمثل أنشطة الشركة وفقاً لنظامها الأساسي بالآتي: استيراد وتصدير. تجارة الجملة وتجارة التجزئة في الحاسب الآلي والأجهزة الالكترونية (تركيبها وتشغيلها وصيانتها). تجارة الجملة والتجزئة في الأجهزة اللاسلكية وصيانتها. الأعمال الكهربائية والأعمال الالكترونية (تركيبها وتشغيلها وصيانتها في الحاسب الآلي). تقنية الاتصالات (تركيبها وتشغيلها وصيانتها). نشاط المقاولات في أعمال شبكات الاتصالات السلكية واللاسلكية والتركيبات الالكترونية وصيانة وتشغيل المنشآت الكهربائية وصيانة شبكات الهاتف والمقاولات العامة للمباني وأعمال وتركيب الآلات والماكينات وتشغيلها وصيانتها وتقديم الخدمات اللوجستية لها. استيراد وتسويق وتركيب وصيانة أجهزة الاتصالات السلكية واللاسلكية وتقنية المعلومات. تنفيذ عقود تركيب وتشغيل أنظمة المعلومات الجغرافية والاستشعار عن بعد والاتصالات وأعمال التدريب والدعم الفني المرتبط بهاتنفيذ وتجديد تراخيص "مايكروسوفت".

## البيانات
| تاريخ التأسيس | تاريخ الادراج | الرمز الدولي | نهاية السنة المالية | مراجعي الحسابات                                           | القيمة الاسمية للسهم | القيمة المدفوعة للسهم |
| ------------- | ------------- | ------------ | ------------------- | --------------------------------------------------------- | -------------------- | --------------------- |
| 1975-11-15    | 2019-04-24    | SA14PGMJGG18 | 12/31               | شركة كي بي إم جي الفوزان وشركاه محاسبون ومراجعون قانونيون | 10                   | 10                    |

## ملف الأسهم
| رأس المال المصرح به (ريال سعودي) | عدد الأسهم المصدرة | رأس المال المدفوع (ريال سعودي) | القيمة الاسمية للسهم | القيمة المدفوعة للسهم |
| -------------------------------- | ------------------ | ------------------------------ | -------------------- | --------------------- |
| 250,000,000                      | 25,000,000         | 250,000,000                    | 10                   | 10                    |

- آخر تحديث:2021-04-13

تغيرات في راس المال
| تاريخ اعلان التوصية | نوع الإصدار | تاريخ الاستحقاق | رأس المال الجديد | رأس المال السابق | الفرق التراكمي | ملاحظات |
| ------------------- | ----------- | --------------- | ---------------- | ---------------- | -------------- | ------- |
| 2021-01-04          | منحة اسهم   | 2021-04-11      | 250,000,000      | 200,000,000      | + 90,000,000   |         |
| 2020-01-05          | منحة اسهم   | 2020-06-01      | 200,000,000      | 160,000,000      | + 40,000,000   |         |

## وصلات خارجية
- المعمر لأنظمة المعلومات" تقرع جرس تداول في يومها الأول